# Герб Югославии

Королевская корона Югославии

## История герба

### 1918—1945

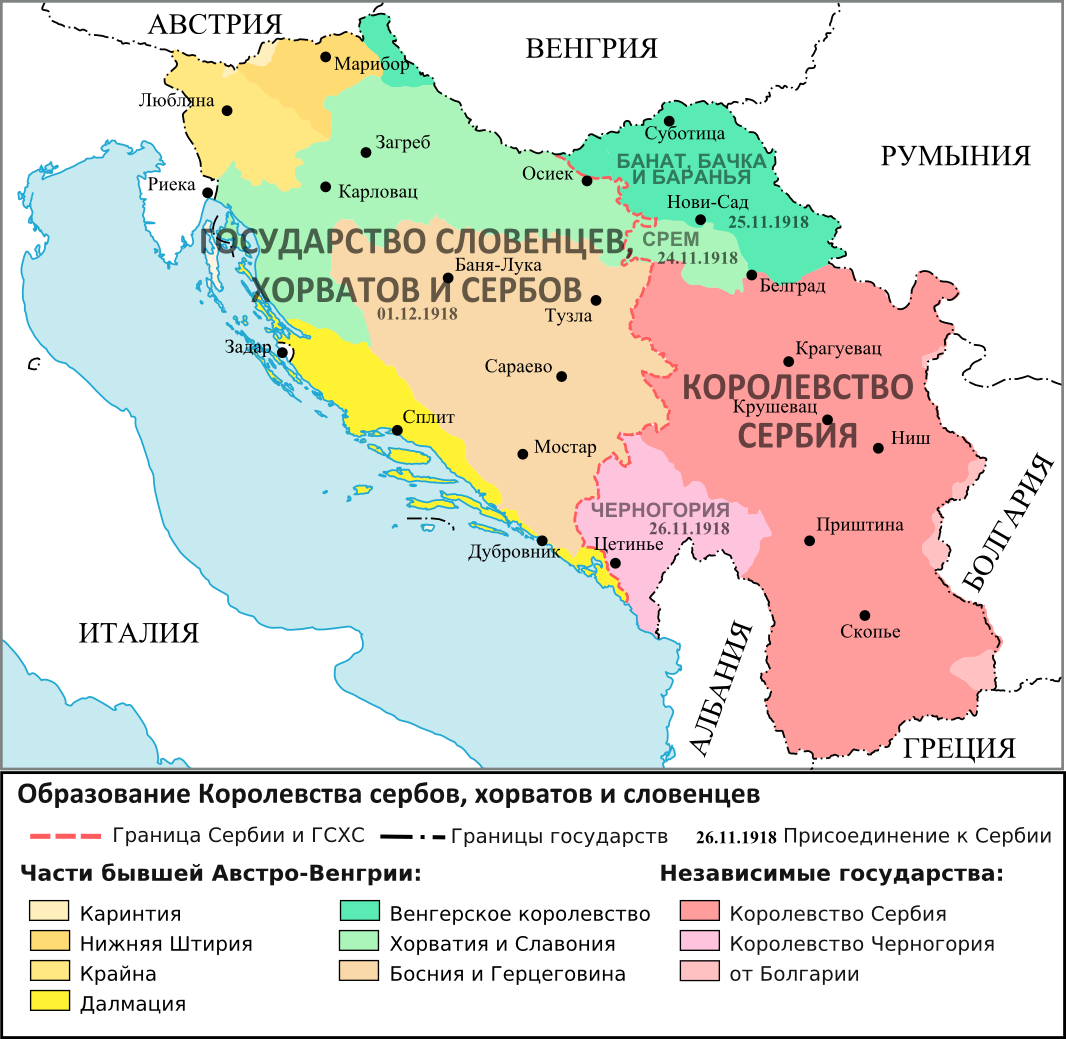
Образование Югославии

Образование Югославии стало итогом сложных процессов, происходивших на Балканах в конце XIX — начале XX веков.
Сербский парламент, которому в ходе войны пришлось покинуть страну, начал заседать на острове Корфу (1916). 20 июля 1917 председателем Совета министров Сербии Николой Пашичем и председателем Югославянского комитета Анте Трумбичем была подписана Корфская декларация. Она послужила основой для создания будущего послевоенного югославянского государства. В преамбуле сообщалось, что сербы, хорваты и словенцы «одинаковы по крови, по языку, по культуре, по чувству единства, по безграничности и целостности собственных земель, а также по общим жизненным интересам», однако вопрос о правах национальных меньшинств (македонцев, албанцев, венгров) описан не был. Единое государство было задумано как конституционная монархия, возглавляемая сербской династией Карагеоргиевичей.
1 декабря 1918 года, после встречи властей ГСХС и Сербии в Белграде состоялось объединение этих государств. Незадолго перед этим сербская армия заняла Воеводину. К Сербии также была присоединена часть территории никем не признанной Республики Банат (другая её часть досталась Румынии), и часть непризнанной Сербско-Венгерской Республики Баранья-Байя.
|  | Государственный герб Королевства Сербов, Хорватов и Словенцев (серб. Краљевина Срба, Хрвата и Словенаца) 1918—1921 Герб королевства Сербов, Хорватов и Словенцав был принят 9/22 декабря 1918 года. За основу был взят герб королевства Сербия образца 1882 года, видоизменённый в соответствии с декларируемым принципом равноправия трёх славянских народов, являвшихся титульными нациями нового государственного образования. Герб представлял собой червленый щит, на котором был изображён серебряный, с золотым вооружением, двуглавый орёл, с опущенными крыльями. Щиток на груди орла опрокинуто-чешуевидно с двумя изгибами пересечён, верхняя часть рассечена; в первом поле — герб Сербии: в червленом поле серебряный крест, имеющий по одному серебряному огниву в углах; во втором поле — герб Хорватии: поле шахматно 25 раз разделено на червлень и серебро; в третьем поле — герб Словении: в лазоревом поле опрокинутый рогами вверх серебряный полумесяц, с золотой пятиконечной звездой над ним. Щит увенчан золотой королевской короной. Мантия пурпурная на горностае, с золотыми каймой, бахромой, шнурами и кистями, коронованная золотой королевской короной. |
|  | Государственный герб Королевства Сербов, Хорватов и Словенцев 1921—1929 и Королевства Югославия (серб. Краљевина Jугославиja) 1929—1945 В 1921 году в герб были внесены небольшие изменения: в гербе Словении вместо одной золотой пятиконечной звезды появились три золотые шестиконечные, а под лапами орла — золотые лилии, хотя упоминая о них нет ни в конституции 1921 ни 1931 года. Этот вариант герба просуществовал до падения монархии в Югославии. Конституция Королевства Сербов, Хорватов и Словенцев 1921 года Раздел I, Статья 2 Гербом Королевства является двуглавый Белый орёл в полёте, на красном щите. Над обеими головами Двуглавого Белого Орла стоит Корона Королевства. На груди Орла есть щит, на котором изображены гербы; сербский: белый крест на красном щите, имеющий по одному огниву в каждом углу; хорватский: щит с 25 красными и белыми полями поочерёдно; словенский: на синем щите три золотые шестиконечные звезды. Под ними белый полумесяц. Конституция Королевства Югославия 1931 года Раздел I, Статья 2 Гербом Королевства является двуглавый Белый Oрёл в полёте, на красном щите. Над обеими головами Двуглавого Белого Орла стоит Корона Королевства. На груди Орла есть щит, на котором изображены: белый крест на красном щите, имеющий по одному огниву в каждом углу, рядом с ним щит с 25 красными и белыми полями поочерёдно, а под ними синий щит с тремя золотыми шестиконечными звездами и белым полумесяцем. |

### 1945—1992

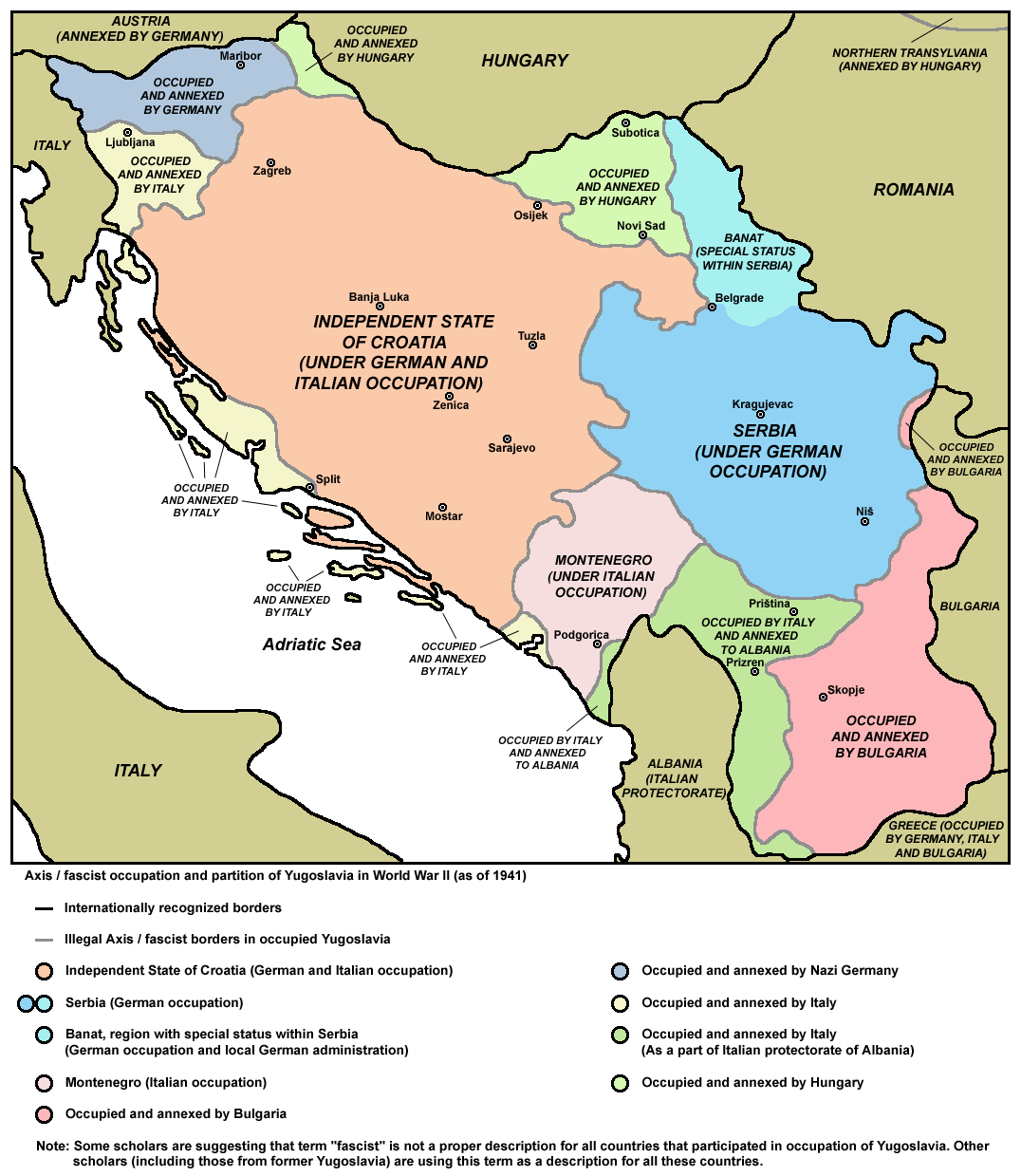
Первый раздел Югославии

В 1941 году Югославия была атакована немецкими войсками и после нескольких дней боёв капитулировала. Королевская семья удалилась в эмиграцию, а государство было разделено между победителями и прекратило существование.
Раздел Югославии был завершён на встрече министров иностранных дел Германии и Италии в Вене 21 и 22 апреля..
Территория была разделена на следующие части: северная часть Словении была включена в состав Германии; южная часть Словении и Далмация — в состав Италии; Воеводина (Бачка) и северо-западная часть Словении — в состав Венгрии; бо́льшая часть Вардарской Македонии и восточные районы Сербии — в состав Болгарии; Косово и Метохия, западные районы Вардарской Македонии и восточные районы Черногории — в состав Албании.
Были образованы Независимое государство Хорватия (включая Боснию и Герцеговину), королевство Черногория (трон остался не занятым) и республика Сербия. При этом Черногория была оккупирована итальянскими войсками, а Сербия немецкими, но там были созданы местные правительства и административно-государственные структуры, а также вооружённые силы.
29 ноября 1943 в городе Яйце (Босния) на второй сессии Антифашистского вече народного освобождения Югославии было принято решение о строительстве после окончания Второй мировой войны демократического федеративного государства югославских народов под руководством Коммунистической партии Югославии. Были заложены основы федеративного устройства страны из 6 республик: Сербия, Хорватия, Босния и Герцеговина, Словения, Македония и Черногория. Королю Петру II Карагеоргиевичу запрещено возвращаться в страну, а лондонское эмигрантское правительство лишено всех прав законного правительства Югославии.
После освобождения страны в 1945 году Коммунистическая партия Югославии установила в стране однопартийный режим, просуществовавший до 1990 года.
|  | Государственный герб Федеративной Народной Республики Югославия (серб. Федеративна Народна Република Југославија) 1946—1963 Конституция Федеративной Народной Республики Югославия 1946 года Часть 1, Глава I, Статья 3 Государственный герб Федеративной Народной Республики Югославия представляет собой поле, окружённое пшеничными колосьями. Колосья внизу перевязаны лентой, на которой написана дата 29-XI-1943. Между верхушками колосьев расположена пятиконечная звезда. В середине поля изображены пять наклонно положенных факелов, пламя которых сливается в единое пламя. Конституция ФНРЮ 1946 года содержит лишь описание фигур эмблемы, не упоминая об их цвете. |
|  | Государственный герб Социалистической Федеративной Республики Югославия (серб. Социјалистичка Федеративна Република Југославија) 1963—1992 Конституция Социалистической Федеративной Республики Югославия 1963 года Часть 1, Глава I, Статья 1 Герб Социалистической Федеративной Республики Югославия представляет собой поле, окружённое пшеничными колосьями. Колосья внизу перевязаны лентой, на которой написана дата 29 XI 1943. Между верхушками колосьев расположена красная пятиконечная звезда. В середине поля изображены шесть наклонно положенных факелов, пламя которых сливается в единое пламя. В конституции СФРЮ 1963 года уточняется цвет пятиконечной звезды, но ничего не говорится о цветах прочих фигур или деталей. Конституция Социалистической Федеративной Республики Югославия 1974 года Часть 1, Статья 6 Герб Социалистической Федеративной Республики Югославия представляет собой поле, окружённое пшеничными колосьями. Колосья внизу перевязаны лентой синего цвета, на которой написана дата 29 XI 1943. Между верхушками колосьев расположена красная пятиконечная звезда. В середине поля изображены шесть наклонно положенных факелов, пламя которых сливается в единое пламя. В конституции СФРЮ 1974 года впервые упоминается цвет ленты. Общее описание фигур является лишь общим. Ничего не говорится об их символизме. |

### 1992—2006
|  | Государственный герб Союзной Республики Югославия 1992—2003 (серб. Савезна Република Југославија) и Государственного Союза Сербии и Черногории 2003—2006 (серб. Државна Заједница Србија и Црна Гора) Грб Савезне Републике Југославије је црвени штит на коме је двоглави сребрни орао златних кљунова и језика, златних ногу и канџи. На грудима орла је штит квадриран пољима Републике Србије и Републике Црне Горе, и то у првом и четвртом квартиру на црвеном пољу сребрни крст између четири сребрна оцила, а у другом и трећем квартиру на црвеном пољу лав "у пролазу" златног језика и панџи. |